# Navalmeccanica
Navalmeccanica - Stabilimenti Navali e Meccanici Napoletani S.p.A.  è stata una società del gruppo IRI che ha operato in Italia nel settore della cantieristica dal 1939 al 1966.
La società venne fondata nel 1939 con sede a Napoli incorporando le società Officine & Cantieri Partnenopei, il Cantiere di Vigliena, le Officine Meccaniche e Fonderie (ex Hawthorn e Guppy), ed il cantiere navale di Castellammare di Stabia.
Nel 1940 con l'entrata in guerra dell'Italia nel corso della seconda guerra mondiale nei cantiere vennero eseguite numerose riparazioni. Importanti realizzazioni del periodo bellico per la Regia Marina, furono alcune corvette Classe Gabbiano e l'incrociatore leggero Giulio Germanico avvenute tutte negli stabilimenti di Castellammare di Stabia.
Nel 1943 le attrezzature erano quasi completamente distrutte e nel dopoguerra venne iniziata l'opera di ricostruzione dei cantieri.
La prima importante realizzazione del dopoguerra per la Marina Militare fu il recupero dell'incrociatore Giulio Germanico che sorpreso dall'armistizio mentre stava completando le fasi di allestimento venne catturato dai tedeschi che l'autoaffandarono quando furono costretti ad abbandonare la città. Dopo essere stato recuperato il Giulio Germanico venne ricostruito come cacciatorpediniere e ribattezzato San Marco. Entrò in servizio nel 1956.
Nel 1955 la società Bacini & Scali Napoletani venne assorbita della Società Esercizio Bacini Napoletani che era stata fondata nel 1954, uscendo così da Navalmeccanica.
A partire dalla seconda metà degli anni cinquanta la società ricevette varie commesse militari e negli stabilimenti di Castellammare di Stabia vennero realizzate tre delle quattro corvette della Classe Alcione, prime unità di scorta costruite in Italia nel dopoguerra e tre delle quattro fregate elicotteristiche della Classe Bergamini, mentre negli anni sessanta sono avvenute le realizzazioni degli incrociatori lanciamissili portaelicotteri Caio Duilio e Vittorio Veneto.
Nel 1966 con il riordino del settore cantieristico, il 22 ottobre venne fondata la società Italcantieri facente parte del gruppo IRI con sede a Trieste. La nuova società integrava le attività cantieristiche già facenti capo all'Ansaldo di Genova, ai Cantieri Riuniti dell'Adriatico di Trieste e alla Navalmeccanica di Napoli. L'ultima realizzazione per la Marina Militare fu il cacciatorpediniere Ardito varato nel 1972 che fu anche l'ultima unità militare italiana a vapore.
L'Italcantieri, nel 1984, venne totalmente inglobata nel gruppo Fincantieri che da holding finanziaria, delle partecipazioni statali assumeva direttamente in proprio l'attività operativa delle società che prima controllava.